# On'yomi
La lectura on, u on'yomi (音読み, lectura por sonido), también conocida como lectura china, es la aproximación japonesa de la pronunciación en chino de los caracteres Kanji, algunos fueron incluidos de distintas partes de China y en diferentes momentos, por lo que múltiples on'yomi tienen varios significados.
La lectura On'yomi se lee casi siempre cuando están acompañados de otro Kanji.
Generalmente onyomi se clasifica en cuatro tipos:
- Go-on (呉音; literalmente Sonido Wu), pronunciación de la región Wu.
- Kan-on (漢音; literalmente Sonido Han) pronunciación durante la dinastía Tang entre los siglos VII y IX.
- Tō-on (唐音；literalmente Sonido Tang) pronunciación de las últimas dinastías, como la dinastía Song y la dinastía Ming.
- Kan'yō-on (慣用音) son errores de pronunciación, que fueron integrados en el idioma.

Ejemplos
| Kanji | Significado    | Go-on | Kan-on | Tō-on | Kan'yō-on |
| ----- | -------------- | ----- | ------ | ----- | --------- |
| 明    | luz            | myō   | mei    | min   | *         |
| 行    | ir             | gyō   | kō     | an    | *         |
| 極    | extremadamente | goku  | kyoku  | *     | *         |
| 珠    | perla          | *     | shu    | *     | ju, zu    |
| 度    | nivel          | do    | taku   | to    | *         |

La forma más común de leer es la kan-on. La tō-on ocurre en algunas palabras como isu "silla" o futon. Por último la lectura go-on es especialmente común en las lecturas de terminología Budista gokuraku 極楽 "paraiso".